# Хаккярі (провінція)
Хаккярі (тур. Hakkari) — провінція в Туреччині, розташована на південному сході країни. Столиця — місто Хаккярі. Провінція на сході межує з іранською провінцією Західний Азербайджан, а на півдні з Іракським Курдистаном. 
Провінція має територію в 7 121 км² і знаходиться на висоті 1 700 м над рівнем моря. Місцевість – горна, більше тридцяти вершин мають висоту понад 3 000 м. Найвища точка – вершина Джило (4 168 м). 
Населення 246 469 (станом на 2007 рік) жителів. Провінція складається з 11 районів. Етнічний склад – курди та ассирійці.